# Entre les branches
Albums de Mes Aïeux
Ça parle au diable En famille
Entre les branches est le deuxième album du groupe de musique québécois Mes Aïeux paru en 2001.  En octobre 2008, il avait été vendu à 65 000 exemplaires.

## Liste des pistes
| No  | Titre                                                              | Durée |
| --- | ------------------------------------------------------------------ | ----- |
| 1.  | Le Yâble est dans la cabane                                        | 3:56  |
| 2.  | Le Temps des semences                                              | 3:26  |
| 3.  | La Prison de Londres                                               | 3:57  |
| 4.  | Juste et bon                                                       | 4:31  |
| 5.  | Qui nous mène ?                                                    | 4:24  |
| 6.  | Vie de chien                                                       | 5:49  |
| 7.  | Tout seul (à répondre)                                             | 4:21  |
| 8.  | Le reel du Funk                                                    | 2:58  |
| 9.  | L'héritage                                                         | 5:34  |
| 10. | La Corrida de la Corriveau (inspiré de la légende de La Corriveau) | 4:11  |
| 11. | Mononcle Prémi                                                     | 3:54  |
| 12. | Le Bedeau est amoureux                                             | 3:42  |